# Anna Sten
Anna Petrovna Fesak (in russo Анна Петровна Фесак?, in ucraino Анна Петрівна Фесак?, Anna Petrivna Fesak; Kiev, 3 dicembre 1908 – New York, 12 novembre 1993), nota con il nome d'arte di Anna Sten, fu un'attrice statunitense d'origine sovietica e di etnìa ucraina.
Iniziò la propria carriera teatrale e cinematografica in Unione Sovietica prima di trasferirsi in Germania, dove prese parte a diversi film. Il suo successo nel cinema tedesco la fece notare del produttore Samuel Goldwyn, che la portò negli Stati Uniti con l'intenzione di farne un nuovo personaggio che potesse rivaleggiare con la popolarità di Greta Garbo. Il tentativo tuttavia non riuscì e, dopo alcuni film di scarso successo, Goldwyn risolse il contratto con l'attrice.
Anna Sten continuò comunque a recitare occasionalmente fino alla sua ultima apparizione cinematografica avvenuta nel 1962.

## Biografia

### I primi anni
Il padre era un maestro di danza classica che morì quando Anna aveva dodici anni. Lavorò come cameriera fino all'età di quindici anni, quando fu notata mentre prendeva parte ad una recita amatoriale a Kiev. Il suo scopritore era l'importante direttore teatrale e maestro di recitazione Konstantin Sergeevič Stanislavskij, che le organizzò un provino all'Università statale pan-russa di cinematografia intitolata a S. A. Gerasimov. Iniziò quindi a recitare in spettacoli teatrali e in film in Russia (tra cui la commedia di Boris Vasil'evič Barnet Devuška s korobkoj del 1927), per poi spostarsi in Germania e comparire in coproduzioni russo-tedesche, produzioni internazionali piuttosto comuni negli anni che precedettero la seconda guerra mondiale.

### I film in Germania e negli Stati Uniti

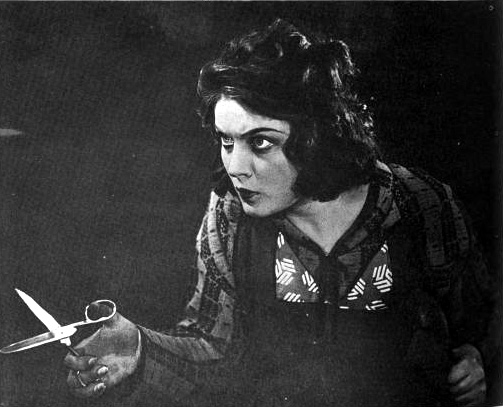
Anna Sten in una scena di Devuška s korobkoj (1927)

Riuscita a superare senza particolari problemi la transizione dal cinema muto a quello sonoro, la Sten partecipò a film tedeschi come Salto mortale (1931) e I fratelli Karamazov (1931) prima di essere notata dal grande produttore statunitense Samuel Goldwyn. Questi stava cercando un'attrice di origine straniera da poter opporre come rivale di Greta Garbo. Dopo averla portata negli Stati Uniti, per due anni Goldwyn fece studiare l'inglese e i metodi di recitazione degli studios hollywoodiani alla sua nuova stella. Investì quindi molto tempo e molto denaro nella realizzazione del primo film americano della Sten, Nanà (1934), una sorta di versione edulcorata dello scandaloso romanzo ottocentesco di Émile Zola. Il film però non riscosse successo al botteghino, così come i due successivi lavori della Sten prodotti da Goldwyn, Resurrezione (1934) e Notte di nozze (1935), quest'ultimo interpretato al fianco di Gary Cooper. Seppur a malincuore, Goldwyn decise così di risolvere il contratto con la sua "nuova Garbo".
Negli anni quaranta Anna Sten interpretò comunque altri film come The Man I Married (1940), Così finisce la nostra notte (1941), È tempo di vivere (1948).

### La fine della carriera
Anna Sten continuò ad interpretare film negli Stati Uniti e in Inghilterra, ma nessuno di essi ebbe particolare successo. Aveva sposato il produttore e regista Eugene Frenke, che si era imposto ad Hollywood dopo avervi seguito la moglie nel 1932. La maggior parte degli ultimi film Anna Sten li interpretò essenzialmente per fare un favore al marito.
Morì nel 1993 all'età di 84 anni.

### Omaggio ad Anna Sten
Le Giornate del cinema muto di Pordenone del 2012, per rendere omaggio all'attrice, hanno presentato otto pellicole da lei interpretate, tra cui Provokator, con i sottotitoli in lingua italiana curati da Vladislav Shabalin..

## Filmografia parziale

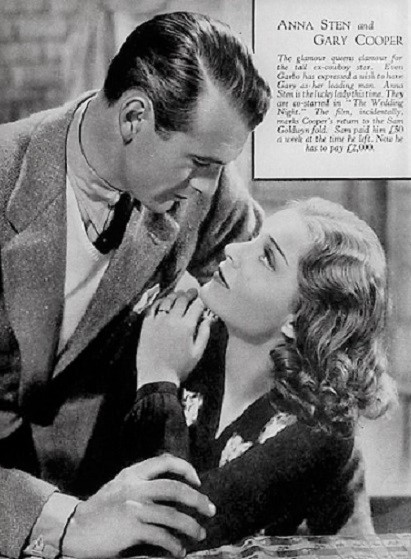
Con Gary Cooper in Notte di nozze

### Cinema
- La ragazza con la cappelliera (Devushka s korobkoy), regia di Boris Vasil'evič Barnet (1927)
- Belyj orël (Белый орёл), regia di Jakov Protazanov (1928)
- I fratelli Karamazov (Les frères Karamazoff), regia di Fëdor Ocep (1931)
- Il delitto Karamazov (Der Mörder Dimitri Karamasoff), regia di Fëdor Ozep (1931)
- Salto mortale, regia di Ewald André Dupont (1931)
- Bomben auf Monte Carlo, regia di Hanns Schwarz (1931)
- Tempeste di passione (Stürme der Leidenschaft), regia di Robert Siodmak (1932)
- Nanà (Nana), regia di Dorothy Arzner e George Fitzmaurice (1934)
- Resurrezione (We Live Again), regia di Rouben Mamoulian (1934)
- Notte di nozze (The Wedding Night), regia di King Vidor (1935)
- Una donna sola (A Woman Alone), regia di Eugene Frenke (1936)
- Exile Express, regia di Otis Garrett (1939)
- The Man I Married, regia di Irving Pichel (1940)
- Così finisce la nostra notte (So Ends Our Night), regia di John Cromwell (1941)
- Three Russian Girls, regia di Henry S. Kesler e Fëdor Ocep (1943)
- È tempo di vivere (Let's Live a Little), regia di Richard Wallace (1948)
- L'avventuriero di Hong Kong (Soldier of Fortune), regia di Edward Dmytryk (1955)
- Runaway Daughters, regia di Edward L. Cahn (1956)
- The Nun and the Sergeant, regia di Franklin Adreon (1962)

### Televisione
- Avventure in paradiso (Adventures in Paradise) – serie TV, episodio 1x10 (1959)
- Sotto accusa (Arrest and Trial) – serie TV, episodio 1x25 (1964)

## Doppiatrici italiane
- Lydia Simoneschi in Nanà